# 麻丘めぐみ BEST OF BEST
『麻丘めぐみ BEST OF BEST』（あさおかめぐみ ベスト・オブ・ベスト）は、麻丘めぐみのベスト・アルバム。1994年6月25日発売。発売元はビクターエンタテインメント。規格品番：VICT-15004。

## 解説
ビクターエンタテインメントの廉価版CDミニ・ベスト "BEST OF BEST" シリーズの1枚としてリリースされた。歌手デビュー・シングル「芽ばえ」から9枚目のシングル「悲しみのシーズン」まで、発売順に収録されている。ただし、「ときめき」と「悲しみのシーズン」の狭間にリリースされた「白い部屋」は未収録のため、全8曲となっている。

## 収録曲
1. 芽ばえ
  - 作詞: 千家和也、作曲: 筒美京平、編曲: 高田弘
2. 悲しみよこんにちは
  - 作詞: 千家和也、作曲: 筒美京平、編曲: 高田弘
3. 女の子なんだもん
  - 作詞: 千家和也、作曲・編曲: 筒美京平
4. 森を駈ける恋人たち
  - 作詞: 山上路夫、作曲・編曲: 筒美京平
5. わたしの彼は左きき
  - 作詞: 千家和也、作曲・編曲: 筒美京平
6. アルプスの少女
  - 作詞: 千家和也、作曲・編曲: 筒美京平
7. ときめき
  - 作詞: 千家和也、作曲・編曲: 筒美京平
8. 悲しみのシーズン
  - 作詞: 千家和也、作曲: 筒美京平、編曲: あかのたちお